# 사이트 이동 경로
사이트 이동 경로(Breadcrumb trail)는 사용자 인터페이스에서 현재 사용자가 어떤 위치에 있는지를 시각적으로 나타내는 기법 중 하나이다. 이 기법의 영어 이름은 《헨젤과 그레텔》에서 집을 찾기 위해 남매가 뿌리는 빵 부스러기에서 유래했다.
wikidot.com에서도 많이 나온다.

## 웹사이트
일반적으로 사이트 이동 경로는 가로로 표시되며, 처음 화면에서 현재 화면까지 이르는 경로를 다음과 같이 표시해 준다.
```
처음 화면 → 주 메뉴 → 부 메뉴 → 
현재 메뉴
```

웹사이트의 사이트 이동 경로는 크게 세 종류로 나눌 수 있다.
- 경로: 사용자가 그 화면에 도착하기 전에 다다랐던 화면들을 표시한다. 같은 문서라도 사용자마다 다를 수 있다.
- 위치: 웹사이트의 구조에서 해당 화면이 어디에 있는지를 표시한다. 정적으로 문서에 추가할 수 있다.
- 속성: 현재 화면이 어떻게 분류되는지 정보를 표시한다.